# Ким Хён У
Ким Хён У (кор. 김현우?, 金炫雨?; родился 6 ноября 1988 Вонджу, Канвондо, Республика Корея) — корейский борец греко-римского стиля, чемпион Олимпийских игр (2012), бронзовый призер Олимпийских игр (2016), чемпион мира, многократный чемпион Азии 

## Биография
Ким Хён У начиная с девяти лет занимался дзюдо, но в тринадцать лет перешёл в борьбу, где быстро стал прогрессировать.
В 2003 году победил на чемпионате Азии среди кадетов, повторил успех в 2005 году. В 2006 году был вторым на чемпионате мира и первым на чемпионате Азии среди юниоров. В 2007 году остался третьим на чемпионате мира среди юниоров. В 2010 году стал чемпионом Азии среди взрослых, на Азиатских играх остался седьмым, на чемпионате мира восьмым. В 2011 году завоевал «бронзу» чемпионата мира, «серебро» розыгрыша Кубка мира и победил на тестовом турнире FILA. В 2012 году был третьим на розыгрыше Кубка мира и вторым на турнире Trophee Milone и победил на мемориале Йона Черни.
На Летних Олимпийских играх 2012 года в Лондоне боролся в категории до 66 килограммов (полусредний вес). В турнире участвовали 19 человек. Турнир проводился по системе с выбыванием после поражения с утешительными схватками. Борцы по жребию делились на две группы, в первой группе было восемь спортсменов, начинавших борьбу с 1/8 финала, во второй группе одиннадцать, из которых пять начинали борьбу с 1/8 финала, а шесть борцов проводили квалификационные встречи за право попасть в 1/8 финала. Те спортсмены, которые не проиграли ни одной схватки, выходили в финал, где разыгрывали первое и второе место. Борцы, которые проиграли финалистам, начинали бороться в утешительном турнире, по результатам которых определялись два бронзовых призёра, по одному в каждой группе. Другими словами, борец, проиграв схватку в любом круге турнира, выбывал не сразу, а ожидал результатов встречи своего победителя в следующем круге. Например, борец проиграл в 1/8, его победитель выходил в четвертьфинал. Если его победитель в четвертьфинале проигрывал, то борец выбывал сразу, а его победитель отправлялся в утешительный турнир. Если же его победитель в четвертьфинале вновь побеждал, то борец встречался в утешительной встрече с проигравшим в четвертьфинале и так далее.
Ким Хён У начал с квалификационных схваток, в полуфинале одержал волевую победу над действующим олимпийским чемпионом Стивом Гено, в финале победил Тамаша Лёринца из Венгрии и стал олимпийским чемпионом.
| Круг         | Соперник           | Страна  | Результат | Основание     | Время схватки |
| ------------ | ------------------ | ------- | --------- | ------------- | ------------- |
| Квалификация | Ованес Вардересян  | Армения | Победа    | 1-0, 3-0      | 4:00          |
| 1/8 финала   | Педро Муленс       | Куба    | Победа    | 1-0, 1-0      | 4:00          |
| 1/4 финала   | Эдгарас Венскайтис | Литва   | Победа    | 3-0, 1-0      | 4:00          |
| 1/2 финала   | Стив Гено          | Франция | Победа    | 1-2, 1-0, 1-0 | 6:00          |
| Финал        | Тамаш Лёринц       | Венгрия | Победа    | 1-0, 2-0      | 4:00          |

После олимпийских игр перешёл в средний вес и в 2013 году сделал золотой дубль, став чемпионом Азии и чемпионом мира.
В 2014, 2015 и 2019 годах снова становился чемпионом Азии. В 2018 году был бронзовым призёром чемпионата мира и Азиатских игр.